# Kot (distrikt)
Kot är ett distrikt i Afghanistan. Det ligger i provinsen Nangarhar, i den östra delen av landet, 140 kilometer öster om huvudstaden Kabul.
Distriktet beräknades år 2022 ha cirka 61 000 invånare.